# Castle Rock (série de televisão)
Castle Rock é uma série de televisão antológica de terror psicológico americano, inspirada em personagens, cenários e temas das histórias criadas por Stephen King e sua cidade fictícia de Castle Rock, Maine. A série estreou em 25 de julho de 2018, no Hulu. Foi criado por Sam Shaw e Dustin Thomason e é estrelado por André Holland, Melanie Lynskey, Bill Skarsgård, Jane Levy e Sissy Spacek em sua primeira temporada. Em 14 de agosto de 2018, foi anunciado que a série havia sido renovada para uma segunda temporada, que estreou em 23 de outubro de 2019.

## Premissa
Castle Rock combina "a escala mitológica e a narrativa íntima das obras mais amadas de King, tecendo uma saga épica de escuridão e luz, exibida em algumas milhas quadradas da floresta de Maine".

## Elenco e personagens

### Principais

#### Temporada 1
- André Holland como Henry Matthew Deaver, advogado criminal especializado em casos de pena de morte. Ele deixou Castle Rock depois que os habitantes da cidade suspeitaram de seu envolvimento na morte de seu pai adotivo, mas retornam ao receber um pedido estranho. Caleel Harris interpreta  Henry (jovem) em um papel recorrente.
- Bill Skarsgård como "The Kid" / "The Angel" (convidado na segunda temporada), um enigmático preso da Penitenciária Estadual de Shawshank, secretamente mantido prisioneiro pelo diretor Dale Lacy por 27 anos. Ele pede especificamente por Henry depois de ser libertado de uma fossa séptica localizada sob um bloco de celas abandonado na prisão. Skarsgård participou duas vezes na segunda temporada.
- Melanie Lynskey como Molly Strand, proprietária da M. Strand & Associates Real Estate, e uma vizinha de infância de Henry, que possui habilidades telepáticas e empáticas. Cassady McClincy interpreta Molly (jovem) em um papel recorrente.
- Jane Levy como Diane "Jackie" Torrance, uma aspirante a escritora que trabalha na M. Strand & Associates Real Estate, e é sobrinha de Jack Torrance. Ela possui um vasto conhecimento da história de Castle Rock e adotou o nome de seu tio para ofender seus pais.
- Sissy Spacek como Ruth Deaver, mãe adotiva afastada de Henry e moradora de Castle Rock por toda a vida, cuja luta com demência a leva a revelar segredos sobre o passado sombrio da cidade. Mais tarde, Ruth morre algum tempo antes do epílogo da primeira temporada e é enterrada ao lado de Alan Pangborn. Schuyler Fisk interpreta Ruth (jovem) em um papel recorrente.

#### Temporada 2
- Lizzy Caplan como Annie Wilkes, uma enfermeira com problemas mentais que fica presa em Castle Rock.
  - Ruby Cruz como Annie Wilkes (jovem)
- Paul Sparks como John "Ace" Merrill, sobrinho de Pop, que assume o controle dos negócios da família.
- Barkhad Abdi como Abdi Howlwadaag, irmão mais velho de Nadia que deseja fortalecer os laços somalis em sua comunidade.[2]
- Yusra Warsama como Dra. Nadia Howlwadaag, médica somaliana que trabalhava como diretora clínica no hospital de Jerusalem's Lot.[3]
- Elsie Fisher como Joy Wilkes, meia-irmã de Annie, a quem Annie cria como filha.
- Matthew Alan como Chris Merrill, irmão de Ace, que se vê preso entre a briga entre os Merrills e a comunidade somali
- Tim Robbins como Reginald "Pop" Merrill, o chefe moribundo da família de criminosos Merrill.

### Recorrente

#### Temporada 1
- Scott Glenn como Alan Pangborn, o xerife aposentado de Castle Rock que se muda com Ruth Deaver sem o conhecimento de seu filho Henry. Pangborn é baleada acidentalmente por Ruth quando ela o confunde com seu marido morto. Jeffrey Pierce interpreta Alan (jovem) em um papel recorrente.
- Noel Fisher como Dennis Zalewski, um agente penitenciário de Shawshank que descobre "The Kid" e liga anonimamente para Henry depois de ouvir "The Kid" dizer seu nome. Zalewski começa a enlouquecer e depois de descobrir que Henry está largando o caso do garoto, atira em vários agentes penitenciários antes de ser morto por outro oficial.
- Adam Rothemberg como Reverendo Matthew Deaver, falecido pai adotivo de Henry e ex-pastor de Castle Rock. As pessoas da cidade rotularam Henry como o principal suspeito da morte do Rev. Deaver. É revelado que Henry realmente tentou matar Matthew, depois de descobrir que Matthew pretendia matar Ruth por ter um caso com Alan.
- Chris Coy como Boyd, um agente penitenciário de Shawshank que trabalha ao lado de Dennis.
- Ann Cusack como Theresa Porter, a nova diretora de Shawshank e sucessora de Dale Lacy. Porter encobre a existência de The Kid, temendo que ela seja o bode expiatório. Porter é atropelado por um ônibus da prisão carregando ex-prisioneiros de Shawshank, depois de concordar com Lacy que The Kid é o Diabo.
- Aaron Staton como pastor de Castle Rock e sucessor de Matthew Deaver na Igreja local da Encarnação. Staton reprisa seu papel na segunda temporada como pastor de Pop Merrill, tornando-se o primeiro personagem de uma temporada anterior a reaparecer em outro.
- Josh Cooke como Reeves, o vice-diretor de Shawshank.
- Terry O'Quinn como Dale Lacy, o ex-diretor de Shawshank que comete suicídio por decapitação pouco antes do "The Kid" ser descoberto
- Zabryna Guevara como Maret
- Rory Culkin como Willie, o intérprete e protegido de Odin Branch.
- Charles Jones como Odin Branch, um velho amigo do reverendo Matthew Deaver com diplomas avançados em bioacústica e psicoacústica.
- Chosen Jacobs como Wendell Deaver, filho de Henry.
- Frances Conroy como Martha Lacy, a esposa agora viúva de Dale Lacy, a quem Henry visita na tentativa de obter mais informações sobre Shawshank. Também convidado na segunda temporada.
- Charlie Tahan como Dean Merrill, um traficante adolescente que fornece medicamentos a Molly.
- Mark Harelik como Gordon, professor de história de Des Moines, Iowa, que se muda para Castle County depois de atacar um homem por dormir com sua esposa. Após a mudança, o casal converte a casa dos Lacy em uma pousada.
- Lauren Bowles como Lilith, esposa de Gordon, com quem ela é co-proprietária da casa Lacy.
- Mathilde Dehaye como Amity
- Allison Tolman como Bridget Strand, irmã de Molly.
- Frank L. Ridley como Chesterton, tenente oficial correcional de Shawshank.

#### Temporada 2
- John Hoogenakker como "um homem com uma conexão complicada com [Annie] Wilkes"[4]
- Isayas J. Theodros como Jamal